# Тартак (группа)
Тартак — украинская рэпкор-группа, основанная в Луцке в 1996 году. По состоянию на 2019 год группа выпустила 10 альбомов.

## История

### Начало и первый альбом (1996—2001)
Точкой отсчёта истории группы Тартак является 1996 год. Именно тогда вновь созданный проект принял участие в отборочном туре фестиваля «Червона Рута», на котором вскоре победил. Презентовав на фестивале песни «О-ля-ля», «Подари Мне Любовь» и «Безумные Танцы», Тартак стал лауреатом 1-й премии в жанре танцевальной музыки. Название группы — тартак, означает деревообрабатывающее предприятие.
В конце 1997 года к Саше Положинскому и Василию Зинкевичу-младшему, которые на тот момент и составляли группу, даже скорее — просто дуэт, присоединились Андрей Благун - клавишник — и гитарист Андрей «Муха» Самойло. В этом составе в начале 1998 года музыканты проехали по всей Украине как победители фестиваля «Червона Рута-97».
По окончании тура Тартак потерпел ряд неудач. Сначала был запрет выступать на открытых площадках в Киеве, затем коллектив вынужденно покинул Василий Зинкевич-младший. Группа долго балансировала в воздухе, пока их под опеку не взял продюсер Алексей Яковлев. За это время Саша Положинский успел поработать ведущим хит-парада «12-2», который выходил на радио «Проминь» и побывать ведущим на Biz-Tv, а впоследствии на ICTV — в хит-параде «Русские Горки», что сделало Тартак, в лице фронтмена, более узнаваемым.
В конце 1999 года в состав группы присоединился диджей Валентин Матиюк и уже с начала 2000 года Тартак начали запись своего дебютного альбома «Демо графический взрыв», которая длилась почти два года. В альбом вошли как совсем новые песни, так и уже достаточно древние, но в новом звучании, с которыми Тартак победил на «Червоной Руте» .
На 5 песен, вошедших в альбом, сняли видеоклипы. Первый клип для песни «О-ля-ля» снял Виктор Приходько еще в 1999 году. Затем был клип «Кожнетело» Игоря Иванова (2000), Виктор Придувалов отличился в работе над песней «100% Плагиат» (2001), а в 2002-м — уже после выхода альбома в свет — Юрий Морозов снял клип «Буча-Чака», а Александр Кириенко — «Безумные Танцы». В октябре 2001-го начал свою работу официальный сайт группы tartak.com.ua. В группу пришли барабанщик Эдуард Косорапов и басист Дмитрий Чуев, которые до Тартака играли в черкасской группе ДАСТ МИКС. Приход новых музыкантов позволил перейти к полному живому звучанию на концертах — без подложек и секвенций. Один за другим «Тартак» приглашают все величайшие украинские фестивали — «Таврические Игры», «Жемчужины Сезона», «Лемковская Ватра» в Польше, «Экстримизм» в Киеве, «Рокотека» во Львове, на фестивале «Чайка» «Тартак» впервые выступил как хедлайнер, а уже апогеем этого фестивального шествия стал выступление на «Рок-Экзистенции».

### «Система Нервов» и «МуЛыЩа» (2002—2005)
Где-то с середины 2002 года «Тартак» взялись за запись второго альбома. Идею создания подборки песен, записанных вместе с друзьями, Саша вынашивал довольно давно. И вот уже в марте 2003 года появился новый альбом дуэтов «Система Нервов». В альбом вошло 17 песен, участие в которых приняли в частности Катя Chilly, группы ТНМК, DE SHIFER, Фактически сами, Мотор'ролла, дуэт Свитязь и другие. К трем песням были сняты клипы («МикрOff/Onная Проверка», совместная с «Роллик'сом», «Над Облаками» с Катей Chilly и «Нет, Я Не Ту Любил» со «Свитязем»). При этом клип со «Свитязем» сняли только в 2005 году, после чего песня стала очень популярной. Режиссёром всех трёх клипов по этому альбому стал Виктор Придувалов.
Всю первую половину 2004 года «Тартак» провели в студии, и как результат, в июне вышел третий по счету альбом «Музыкальное Письмо Счастья» . В альбом вошло 15 композиций, среди которых особенно популярны стали песни «Весело!», «Нашелето», «Хулиганы», «Я Не Хочу» и «Сотовая Любовь».

### Изменения в составе и «Гуляйгород» (2005—2006)

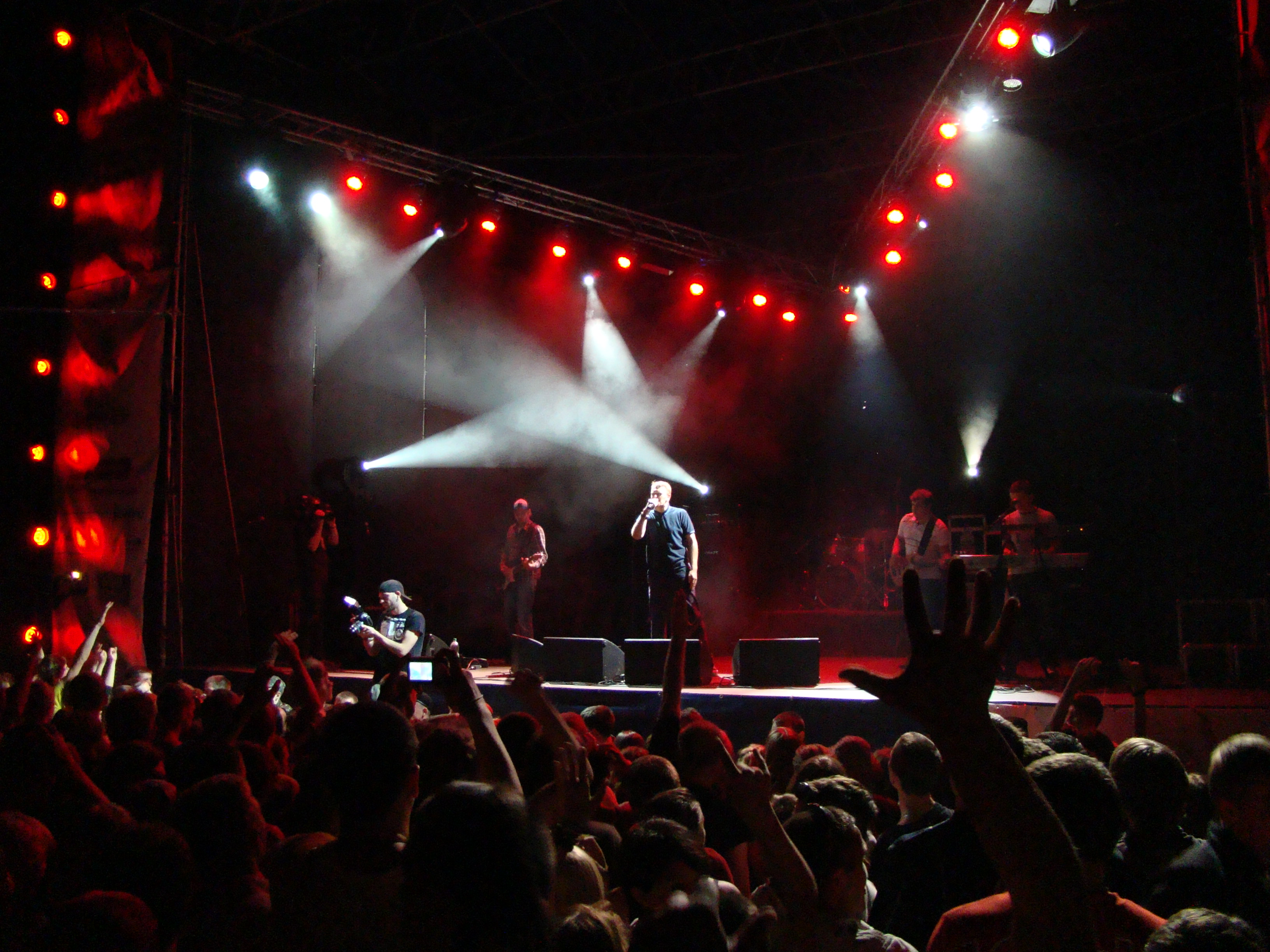
«Тартак» в 2011

Начало 2005 года ознаменовалось изменениями. В середине февраля, на Европейской площади в Киеве, «Тартак» дал последний концерт в старом составе, ведь в начале апреля 2005 года Андрей «Муха» и диджей Валик решили оставить «Тартак», чтобы начать новый творческий этап в группе Бумбокс . В конце апреля «Тартак» сообщили, что к группе присоединились гитарист Антон Егоров, который к тому времени уже успел поиграть в группах «Буги-Вуги Джем Слэм» и «Прозрачные», и Виталий Павлишин, более известный как диджей Архитектор Мендисабель, которого уже на тот момент ассоциировали с «Тартаком». В своё время Виталий скретчевал в составе группы ХВК, а с «Тартак» его связывала давняя дружба и сотрудничество как дизайнера обложек альбомов, сайта, клипа «Весело!» и фирменных футболок.
Осенью 2005 года «Тартак» присоединился к акции «Не будь безразличным!». Главная идея акции — побуждать украинцев к гражданской активности и защищать свои права. С этой акцией «Тартак» посетил более десяти небольших городов Украины, где раньше никогда не выступал. 1 декабря музыканты презентовали альбом ремиксов «Первый коммерческий».
В конце того же 2005 года свет увидел и новый, четвёртый альбом группы – «Гуляйгород». Толчком к созданию этого альбома стало предложение Олега Скрипки выступить на этно-фестивале «Країна Мрій 2005». Пригласив к сотрудничеству кировоградский этнографический коллектив «Гуляйгород», «Тартак» подготовили специальную фестивальную программу. Выступив с новой программой ещё на нескольких фестивалях на Украине и в Польше, Тартак и Гуляйгород до конца 2005 года весь материал оформили в полноценный студийный диск. 6 января 2006 года, в сочельник, музыканты представили новые песни в Рождественском выступлении на телеканале М1 в проекте «tvой формат».
В том же месяце «Тартак» и «Гуляйгород» приняли участие в зимнем фестивале «Бакуриане 2006», который проходил в Грузии, а в феврале-марте представили свою программу во многих городах Украины. Было снято два видеоклипа — «Черноморец», режиссёром которого стал Иван Ясний, и «Ой Вчера У Кумы», который создал автор клипов «Хулиганы» и «Нашелето» Тарас Химич.

### «Слезы и сопли» (2006—2009)

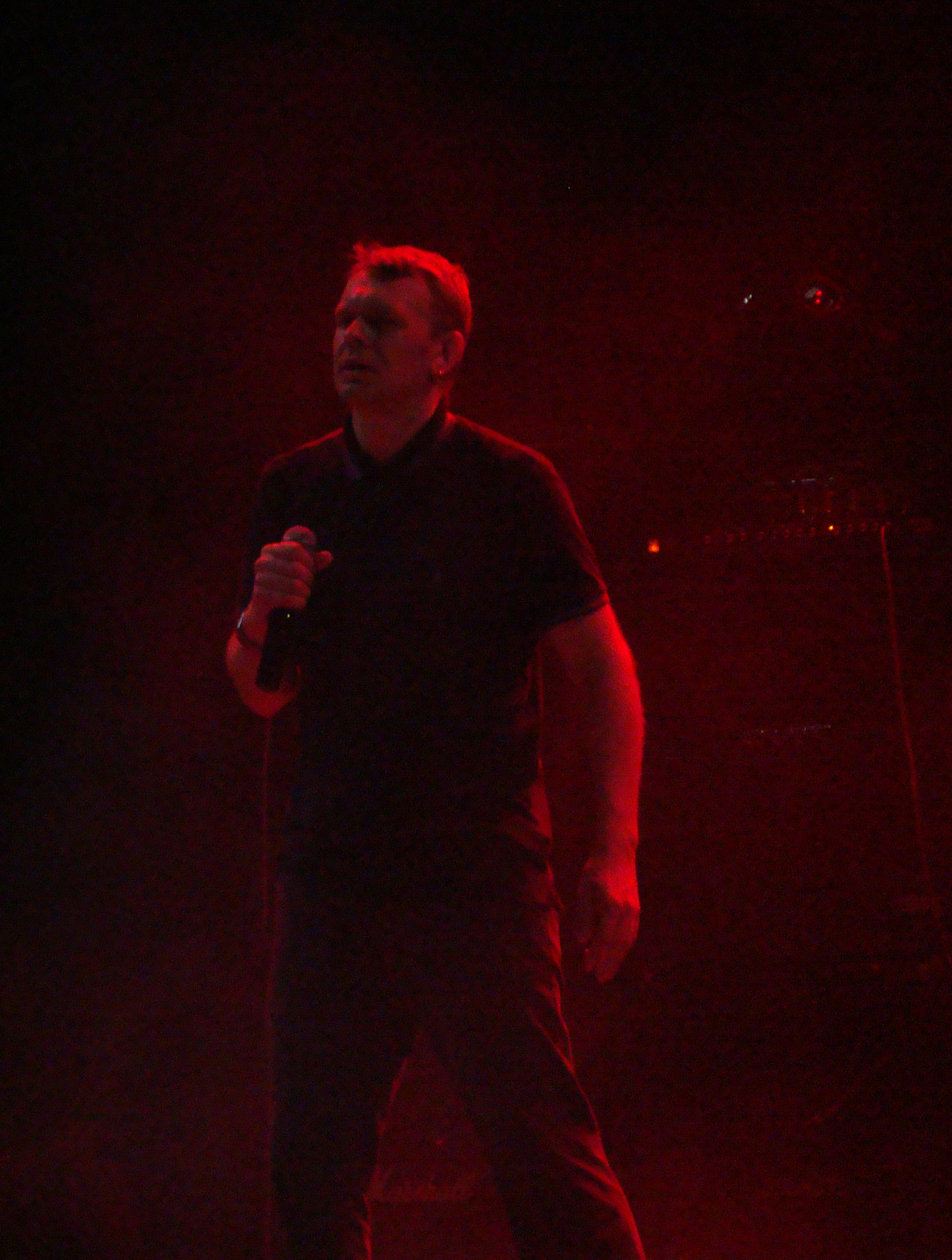
Александр «Саша» Положинский, 2011

В июне 2006 года сборная Украины по футболу должна была дебютировать на Чемпионате мира. В её поддержку «Тартак» записал песню «Украина, Забивай!», на которую также был снят клип, а также выпущен макси-сингл. Видео создало агентство «А7», первой музыкальной работой которого когда-то был клип на песню «Сотовая Любовь», а над другими макси-сингловыми версиями «Украина, Забивай!» поработали музыканты «Тартак», а также их друзья из ФДР-радиоцентра и из групп Аби MC и Фактически Сами.
В конце июня группа выпустила компакт-диск со своей музыкальной историей. Все 4 альбома и 1 альбом ремиксов вышли на одном диске в формате мр3.
На грани осени-зимы 2006 года группа отметила 10-летие. Первой ласточкой этого праздника стал запуск обновлённого сайта, в конце года вышел новый альбом песен о любви «Слёзы И Сопли».
В 2007 году появился клип на песню «Не говоря никому», посвященную бойцам УПА. Песня приобрела большую популярность на Украине.

### «Сопротивление материалов» и «Семёрка» (2009—2014)

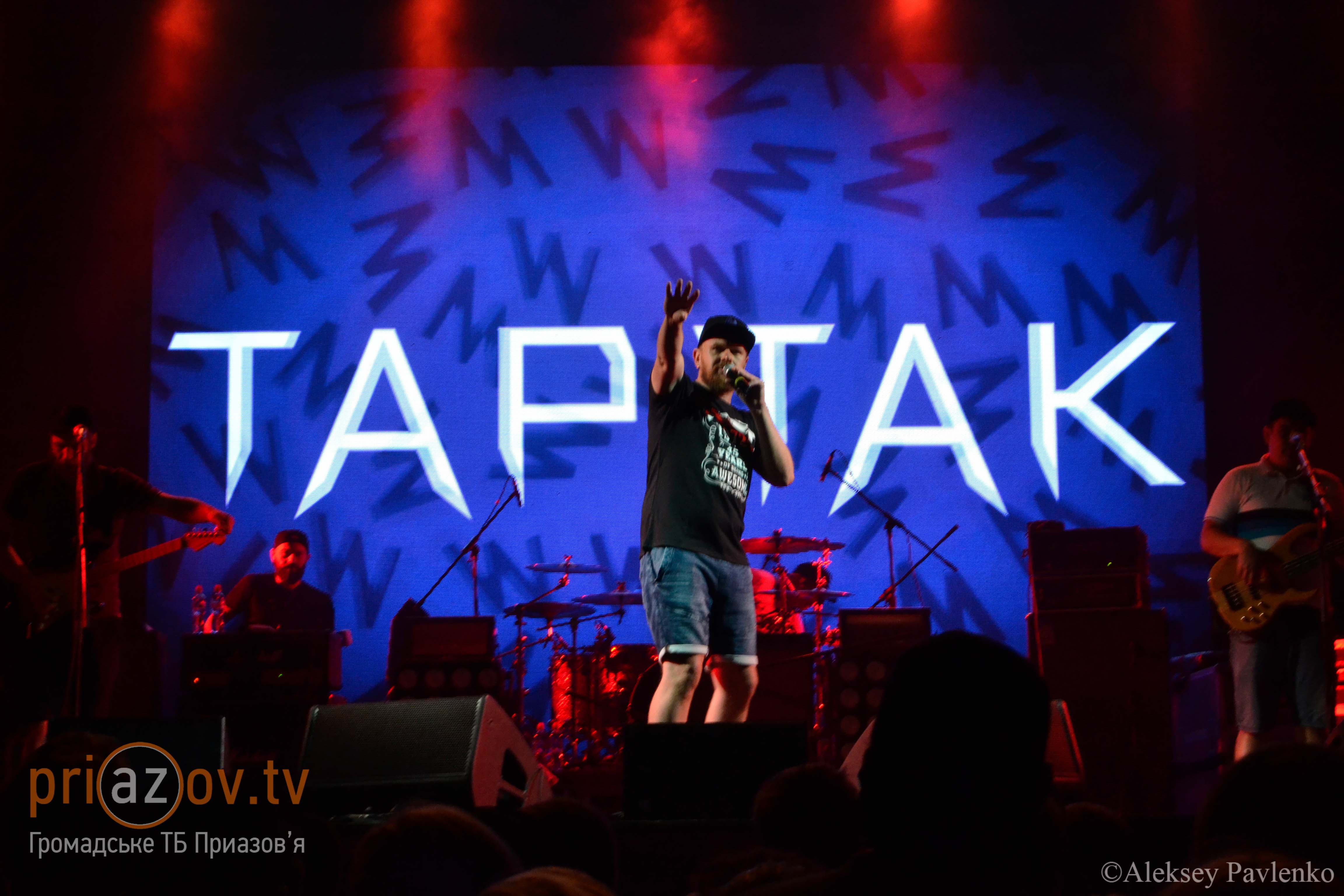
Тартак на фестивале MRPL City 2017

Следующий альбом «Сопротивление материалов» был выложен в сеть бесплатно в новогоднюю ночь 1 января 2010 года. Причиной были неудачные переговоры по изданию диска. Альбом получил премию «Непопса» в номинации «Лучшая пластинка года». Были сняты клипы на песни «Атомная помпа», «3Dенс», «Моральный секс», «Ты подумай», «Репанк» и «Дж…Ангел». В последнем главную роль сыграла украинская кикбоксерша Елена Овчинникова .
В 2012 году был презентован следующий альбом «Семёрка», в который вошли 12 треков. В этот альбом было записано шесть клипов — на песни «Ритмотека», «Иллюзия», «Им было безразлично», «Просто нежно да», «Как все», «Я не один».
В 2014 году Положинский занялся сайд-проектом «Бувье», с которым записал альбом и несколько синглов.

### «Ввечность» и тур к 20-летию
23 ноября 2015 года Положинский сообщил о выходе альбома «Ввечность». Запись альбома была завершена летом того же года, однако дату релиза неоднократно переносили. Концертная презентация альбома состоялась 20 декабря в киевском клубе Sentrum.
В декабре 2016 года «Тартак» отправились в тур, посвящённый 20-летию коллектива.

### «АнТАРТАКтида» (2017—2019)
27 мая 2017 года группа выступила на первом Хмельницком рок-фестивале — Rock&Buh (Рок & Буг) где была анонсирована новая песня «Старая школа».
28 мая Тартак выпустили клип «Старая школа».
7 июля группа выступила на первом фестивале MRPL City.
2 декабря 2017 года в сети появился новый альбом «АнТАРТАКтида. Часть Вторая», который был впервые сыгран вживую в тот же день в клубе Centrum.
30 ноября 2018 группа представила десятый номерной альбом «АнТАРТАКтида. Часть Первая», состоящий из дуэтов с украинскими музыкантами. В 2019 году были презентованы клипы «Дыхание ночи» (снят во Львове) и «Птичка» (снят в Грузии). 7 декабря 2019 года Тартак отмечают 23-летие концертом в Киеве.

### «Тартак» без Положинского (2020—2022)
5 февраля 2020 года Александр Положинский в видеообращении к своим подписчикам сообщил о прекращении своего участия в группах «Тартак» и «Бувье».
8 апреля 2020 года на официальном ютуб-канале группы состоялось онлайн-выступление, в котором принял участие Сергей Строян, в качестве нового вокалиста «Тартак». Сергей также является вокалистом группы Млечный Путь.
20 января 2022 года музыканты объявили о завершении своей работы в составе группы на её официальной странице в соцсети Facebook и анонсировали работу над новым проектом.

## Участники

### Бывшие
- Василий Зинкевич-младший — гитара (1996-1998)
- Андрей «Муха» Самойло — гитара (1997-2005)
- Валентин «DJ Валик» Матиюк — диджей (1999-2005)
- Виталий «DJ Архитектор Мендисабель» Павлишин — диджей (2005-2008)
- Эдуард Косорапов — барабаны (2001-2011)
- Андрей Благун — клавиши (1997-2015)
- Станислав Шапаренко — барабаны (2011-2015)
- Дмитрий Чуев — бас-гитара (2001-2019)
- Саша Положинский — вокал, тексты (1996—2020)
- Сергей Строян — вокал (2020-2022)
- Антон Егоров — гитара (2005-2022)
- Ярослав Вильчик — барабаны (2015-2022)
- Денис Левченко — бас-гитара (2019-2022)

## Дискография

### Студийные альбомы
- 2001 — Демо графический взрыв
- 2003 — Система нервов
- 2004 — Музыкальное письмо счастья
- 2005 — Гуляйгород
- 2006 — Слёзы и сопли
- 2010 — Сопротивление материалов[8]
- 2012 — Семёрка[9]
- 2015 — Ввечность[10]
- 2017 — АнТАРТАКтида. Часть Вторая
- 2018 — АнТАРТАКтида. Часть Первая

### Синглы
- 2002 — Микрофонная проверка
- 2006 — Украина, забивай!
- 2014 — Высота / Никто кроме нас[11][12]
- 2017 — Старая школа[4]

### Альбомы ремиксов
- 2005 — Первый коммерческий
- 2007 — Kofein
- 2010 — Насобиралось на 2010

### Сборники
- 2006 — Заклипаны песни или видели глаза, что покупали
- 2007 — Для тех, кто в пути
- 2007 — Тартака МР3 (МР3-сборник)

### DVD
- 2007 — De Video

### Другие альбомы
- 2007 — ПоНеДілОК (проект Положинского в составе «Трижды»)
- 2008 — Украинская Героическая Песня (сборник с участием Тартака)

## Интересные факты
- В клипе «100%-й плагиат» снимаются участники группы ТНМК: Фагот и Фоззи.